# Herpothallon australasicum
Herpothallon australasicum är en svampart som först beskrevs av Elix, och fick sitt nu gällande namn av Elix & G. Thor. Herpothallon australasicum ingår i släktet Herpothallon och familjen Arthoniaceae.   Inga underarter finns listade i Catalogue of Life.